# Гущо, Михаил Андреевич
Михаил Андреевич Гущо — советский военный и государственный деятель, генерал-майор артиллерии.

## Биография
Родился в 1919 году в Барнауле. Член КПСС.
Участник Великой Отечественной войны: начальник штаба 1372-го зенитно-артиллерийского Ченстоховского ордена Кутузова полка 29-й зенитно-артиллерийской Первомайской Краснознаменной ордена Богдана Хмельницкого дивизии РГК
В 1963—1970 — командир Мукденского соединения ПВО в составе 14-й отдельной армии ПВО.
В 1970—1976 — начальник Энгельсского высшего зенитного ракетного командного училища противовоздушной обороны.
Делегат XXIII съезда КПСС.
Умер в 2004 году.

## Награды
- Орден Красного Знамени (дважды)
- Орден Отечественной войны I степени (дважды)
- Орден Отечественной войны II степени
- Орден Красной Звезды (дважды)
- Орден За службу Родине в Вооружённых Силах СССР 3 степени